# 正典化
正典化（せいてんか）とは、宗教的な文書が何らかの権威によって正典化されていくことを指す。宗教一般において多くは他宗教や同じ宗教内で異なる教義を奉じる派から、自派を差別化するために正典を定める動きが生じる。段階的にこの正典が定まっていく過程を正典化と呼ぶことがある。正典化に際して、最終的に正典に含まれないものとして排除された文書を外典（経外典）という。

## ユダヤ教
「モーセ五書」は、紀元前4世紀頃には正典的な権威が与えられていた。「ヨシュア記」「士師記」「サムエル記」「列王記」の4書は、その後まもなく正典的な扱いを受けた。これをユダヤ教では「前の預言書」という。「後の預言書（イザヤ書など預言者の記録）」「諸書（詩歌、知恵文学など）」は、紀元前2世紀頃に正典的な地位が確立され、ユダヤ戦争後にユダヤ教を再編した1世紀の終わりごろのヤムニア会議で正典が確認された。このヘブライ語本文を、8世紀以降、マソラ学者が母音記号等を加えて編集したものがマソラ本文で、全24書である。現在のところ、これを印刷体で出版したBHS（Biblia Hebraica Stuttgartensia、1967/1977年の略）が最も標準的なテキストとして利用されている。

## キリスト教
これとは別に、紀元前250年頃からギリシア語に翻訳された「七十人訳聖書（セプトゥアギンタ）」があるが、現代残されている複数の写本はその数が一致しているわけではない。パウロを含めたキリスト教徒が日常的に用い、新約聖書に引用されているのも主としてこのギリシア語の七十人訳であり、キリスト教は伝統的にこれを正典として扱ってきたが、外典と正典は区別されていた。マソラ本文系の写本からは失われたと思われる古い形態を残している可能性が認められる点で文献学上にも重要とされている。マソラ本文と七十人訳聖書では構成と配列が異なる。また「七十人訳聖書」に基づいたラテン語訳の「ヴルガータ」では、収められている文書は同じだが、正典を39書としている。
3段階正典化説では、聖書は三段階で正典化されていったのであり、旧約よりも新約の正典化の方が早かったとされる。
自由主義神学の聖書学者は、人間的な基準によって聖書正典が決定されたとする。聖書信仰の福音派では、聖書は聖書記者によって書かれたときから正典としての権威があったと認め、人間的な会議、公会議に権威をおかずに、聖書のみに最終的権威をおくため、正典化説が退けられている。
ローマ・カトリック教会が聖書に対する外的権威を教会が付与したとするのに対し、プロテスタント教会は聖書の内的権威を教会が承認したと考えている。
東方教会も西方教会も長らくこの七十人訳聖書を旧約聖書の正典と基本的にみなしてきたが、その配列や数え方には一部異なるものがある。また西方教会では正教会が正典とみなす文書の一部を外典とした。